# Kroktjärnen (Ore socken, Dalarna, 679375-147341)
Kroktjärnen är en sjö i Rättviks kommun i Dalarna och ingår i Dalälvens huvudavrinningsområde.